# Here's Little Richard
| 전문가 평가                   | 전문가 평가 |
| 평가 점수                     | 평가 점수   |
| 출처                          | 점수        |
| ----------------------------- | ----------- |
| Allmusic                      | [ 1 ]       |
| Encyclopedia of Popular Music | [ 2 ]       |

《Here's Little Richard》는 1957년 3월에 발매된 리틀 리처드의 데뷔 음반이다. 그는 작년에 톱 40 안타 6개를 기록했는데, 그 중 일부는 이 녹음에 포함되어 있었다. 이 음반은 《빌보드》 팝 음반 차트에서 13번으로 그의 가장 높은 차트 작성 음반이었다. 이 음반에는 리처드의 가장 큰 히트곡인 6위에 오른 〈Long Tall Sally〉와 미국 팝 차트 10위에 오른 〈Jenny, Jenny〉가 수록됐다.

## 반응
2003년, 이 음반은 《롤링 스톤》이 선정한 역사상 가장 위대한 음반 500장 목록에서 50위에 랭크되어, 2012년 개정된 목록에서 그 등급을 유지했다. 《죽기 전에 꼭 들어야 할 앨범 1001》에 수록되어 있으며, 2010년 《타임》에서는 이 음반을 역대 음반 순위 100위 안에 들었다. 오프닝 트랙인 〈Tutti Frutti〉는 《롤링 스톤》의 역사상 가장 위대한 노래 500곡에서 43위에 올랐다.

## 곡 목록
| #  | 제목                              | 작사·작곡                                     | 재생 시간 |
| -- | --------------------------------- | --------------------------------------------- | --------- |
| 1. | 〈Tutti Frutti〉                  | 리처드 페니먼, 도로시 라보스트리, 조 루빈     | 2:25      |
| 2. | 〈True, Fine Mama〉               | 페니먼                                        | 2:43      |
| 3. | 〈Can't Believe You Wanna Leave〉 | 레오 프라이스                                 | 2:28      |
| 4. | 〈Ready Teddy〉                   | 로버트 블랙웰, 존 마라스칼코                  | 2:09      |
| 5. | 〈Baby〉                          | 페니먼                                        | 2:06      |
| 6. | 〈Slippin' and Slidin'〉          | 페니먼, 에디 보카지, 알 콜린스, 제임스 스미스 | 2:42      |

| #   | 제목                | 작사·작곡                       | 재생 시간 |
| --- | ------------------- | ------------------------------- | --------- |
| 7.  | 〈Long Tall Sally〉 | 에노트리스 존슨, 블랙웰, 페니먼 | 2:10      |
| 8.  | 〈Miss Ann〉        | 페니먼, 존슨                    | 2:17      |
| 9.  | 〈Oh Why?〉         | 윈필드 스콧                     | 2:09      |
| 10. | 〈Rip It Up〉       | 블랙웰, 마라스칼코              | 2:23      |
| 11. | 〈Jenny, Jenny〉    | 존슨, 페니먼                    | 2:04      |
| 12. | 〈She's Got It〉    | 마라스칼코, 페니먼              | 2:26      |